# Pritha crosbyi
Pritha crosbyi är en spindelart som först beskrevs av Sergei Aleksandrovich Spassky 1938.  Pritha crosbyi ingår i släktet Pritha och familjen Filistatidae. Inga underarter finns listade i Catalogue of Life.